# Динитродиамминплатина(II)
Динитродиамминплатина(II) — неорганическое соединение,
комплексный нитрит платины и аммиака
с формулой [Pt(NH3)2(NO2)2],
бесцветные или желтоватые кристаллы,
не растворяется в воде.

## Получение
- Реакция тетранитроплатината(II) калия с аммиачным раствором:

{\displaystyle {\mathsf {K_{2}[Pt(NO_{2})_{4}]+2NH_{3}\ {\xrightarrow {}}\ [Pt(NH_{3})_{2}(NO_{2})_{2}]\downarrow +2KNO_{2}}}}
- Реакция цис-дихлородиамминплатины(II) с нитритом калия:

{\displaystyle {\mathsf {[Pt(NH_{3})_{2}Cl_{2}]+2KNO_{2}\ {\xrightarrow {}}\ [Pt(NH_{3})_{2}(NO_{2})_{2}]\downarrow +2KCl}}}

## Физические свойства
Динитродиамминплатина(II) образует бесцветные или желтоватые кристаллы,
не растворяется в холодной воде, растворяется в горячей.
При 200°С разлагается со взрывом.
Обладает цис- и транс-изомерией.

## Химические свойства
- Растворяется в растворах аммиака:

{\displaystyle {\mathsf {[Pt(NH_{3})_{2}(NO_{2})_{2}]+NH_{3}\ {\xrightarrow {}}\ [Pt(NO_{2})(NH_{3})_{3}]NO_{2}}}}